# Любовне зілля
«Любовне зілля» (фр. Le Philtre) — опера на 2 дії французького композитора Даніеля Обера, лібрето Ежена Скріба. Заснована на «Il filtro» Сільвіо Малаперти, опублікованому у французькому перекладі Стендаля в 1830 році. Прем'єра в Théâtre de l Academie Royale de Musique відбулася 15 червня 1831 року.

## Історія
Дія опери відбувається в Mauléon в XVIII столітті. З формальної точки зору, «Любовне зілля» — це комедія, схожа на інші комічні опери автора, але її тон не такий легкий, як у Фра-Дьяволо.
Після прем'єри опера мала великий успіх, до такої міри, що залишалася в репертуарі оперного театру аж до 1862 року. Вона була перекладена на інші мови і ставилося в інших європейських столицях: у Берліні, Брюсселі, Лондоні, Мілані, навіть в Нью-Йорку. Незабаром Гаетано Доніцетті зробив версію італійською — «Любовний напій» (1832). Пізніше, в 1836 році, на основі музики обох опер в Санкт-Петербурзі був виконаний пастіш німецькою мовою.

## Персонажі
| Персонаж                                             | Тесситура     | Виконавець на прем'єрі 15 червня 1831 року |
| ---------------------------------------------------- | ------------- | ------------------------------------------ |
| Терезіна, красива, але холодна власниця особняка     | сопрано       | Лора Сінті-Даморо / Жулі Дорус-Гра         |
| Гійом, молодий фермер, закоханий у Терезину          | тенор         | Адольф Нуррі                               |
| Сержант Жоликер, честолюбець, претендент на Терезину | баритон       | Анрі-Бернар Дабаді                         |
| Доктор Фонтанароз, шарлатан, підроблювач ліків       | бас           | Ніколя-Проспер Левассер                    |
| Жанет, селянка                                       | меццо-сопрано | Конастанс Ярувек                           |